# Mieczysław Łopatka
Cet article concerne le joueur de basket-ball polonais. Pour l'extrémité sud de la péninsule de Kamtchatka, voir cap Lopatka.
Mieczysław Łopatka, né le 10 octobre 1939 à Drachowo, est un ancien joueur de basket-ball polonais.

## Biographie
Cet ancien international polonais, sélection dont il porte le maillot à 236 reprises et pour laquelle il marque 3 522 points, participe à quatre Jeux olympiques, de 1960 à 1972, avec comme meilleur résultat une sixième place à Mexico. Il remporte également trois médailles en Championnat d'Europe et participe au championnat du monde de montevideo en 1967 où il termine meilleur marqueur de la compétition.

## Clubs

### Joueur
- ???? - ???? :  Kolejarz Gniezno
- ???? - ???? :  Lech Poznań
- ???? - ???? :  Śląsk Wrocław
- 1972 - 1975 :  BC Montbrison (Nationale 3)
- 1975 - 1976 :  Chalon-sur-Saône (Nationale 3)

## Palmarès

### Clubs
Joueur
- Champion de Pologne 1965 et 1970
- Champion de France 1973 (Nationale 3)

Entraineur
- 8 titres de Champion de Pologne avec Śląsk Wrocław

### Sélection nationale
Championnat d'Europe
- Médaille d'argent du Championnat d'Europe 1963
- Medaille de bronze du Championnat d'Europe 1965
- Medaille de bronze du Championnat d'Europe 1967

### Distinction personnelle
- Meilleur marqueur du Championnat du Monde de Montevideo en 1967.
- En mars 2021, il intègre le FIBA Hall of Fame (promotion 2020)[1].

## Sources
- Journal spécial Elan-Chalon : 20 ans de Championnat de France (1994-1995).